# Тёре, Гёкхан
Гёкхан Тёре (нем. и тур. Gökhan Töre; 20 января 1992, Кёльн, Германия) — немецкий и турецкий футболист, вингер.

## Карьера

### Начало карьеры
Начал заниматься футболом в 1999 году в команде «Адлер» из города Дельбрюк. В 2003 году перешёл в школу леверкузенского «Байера». В конце 2008 года молодой турок привлёк внимание скаутов лондонского «Челси» и 30 января 2009 года, через 10 дней после своего семнадцатилетия, он переехал на Туманный Альбион, подписав с «синими» контракт до 2012 года. За основной состав английского клуба не сыграл ни единого матча, выступая только за резервный состав команды. В июне 2011 года покинул Англию, подписав контракт с «Гамбургом».

### «Гамбург»
7 июня 2011 года Гёкхан подписал контракт с «Гамбургом», рассчитанный до 30 июня 2014 года. Он стал третьим по счёту футболистом, перешедшим из стана «Челси» в немецкий клуб, после Джакопо Салы и Майкла Мэнсьена. Дебютировал за клуб 30 июля в матче Кубка Германии против команды «Ольденбург». В чемпионате Германии дебютировал 5 августа, когда его команда встречалась в Дортмунде с местной «Боруссией». В обоих матчах провёл на поле все 90 минут игры.

### «Рубин»
В середине ноября 2011 года сообщалось об интересе казанского «Рубина» к Тёре, который предлагал футболисту зарплату в 2 млн евро в год, но вскоре сам Гёкхан заявил, что не собирается покидать немецкий клуб. 26 июля 2012 года Гёкхан подписал четырёхлетний контракт с «Рубином». Цена трансфера согласно разным источникам составляет от 6 до 7 млн евро.
Дебютировал в составе казанской команды 1 сентября в матче 7-го тура чемпионата с грозненским «Тереком» (1:2). В матче 9-го тура с «Кубанью» (1:0) был удалён с поля и дисквалифицирован на 3 матча.
10 марта 2013 года, после долгого перерыва, вышел на поле в составе «Рубина» в матче чемпионата против «Зенита» (1:0).

### Аренда в «Бешикташ»

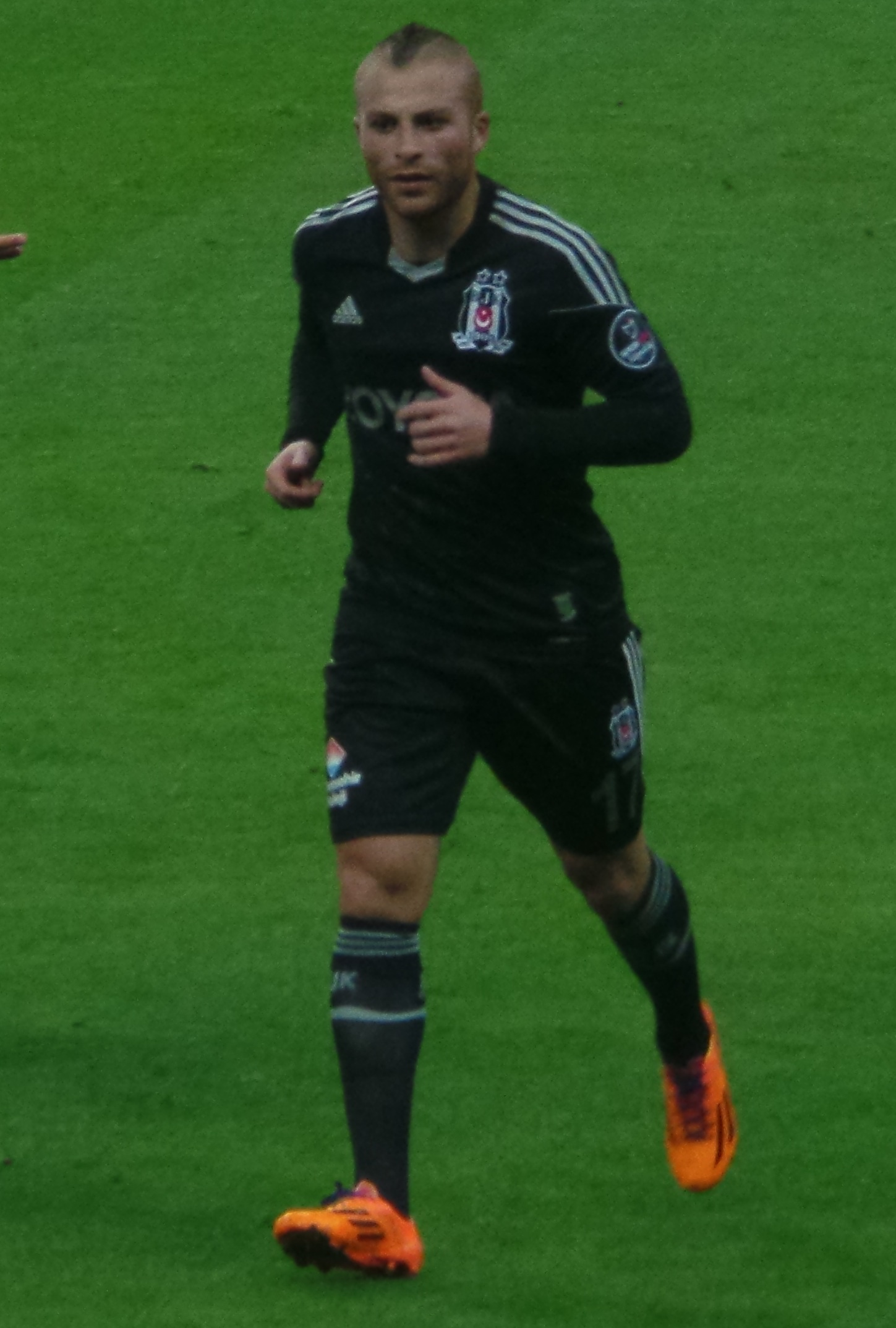
Тёре в «Бешикташе»

11 июня 2013 года на правах аренды перешёл в стамбульский «Бешикташ». По условию договора, «Рубин» получил 350 тыс. евро, а если по окончании срока аренды «Бешикташ» захочет выкупить Тёре, «чёрные орлы» должны будут заплатить 7,5 млн евро. Тёре за весь срок аренды получит 900 тыс. евро, а также будет получать бонус в размере 10 тыс. евро за участие в каждом матче. Контракт подписан до 31 мая 2014 года. Дебютировал в 1 туре Чемпионата Турции против «Трабзонспора», выйдя на замену на 65-й минуте и отметился голом.
20 апреля 2014 года после ничейного матча с «Фенербахче», Тёре отправился в ночной клуб, где в результате конфликта получил огнестрельное ранение в плечо. В тот же день Тёре был успешно прооперирован. По информации турецкой прессы, за посещение заведения он был оштрафован руководством клуба на 100 тысяч евро.

## Международная карьера
Играл за сборные Турции до 15, 16 и 17 лет. В 2009 году, в 17-летнем возрасте начал выступать за молодежную сборную Турции. Провёл один матч в составе второй сборной Турции. В 2011 году Гус Хиддинк вызвал его в первую сборную. В её составе Гёкхан дебютировал 10 августа в товарищеском матче со сборной Эстонии, проведя на поле весь второй тайм.

## Достижения
«Челси»
- Обладатель Молодёжного кубка Англии: 2010

«Бешикташ»
- Чемпион Турции: 2015/16, 2020/21

## Криминал
23 ноября 2012 года агент адвокат Георг Яблуков, представляющий интересы Гёкхана Тёре, обвинил «Рубин» в вымогательстве денег и обратился за помощью к президенту Татарстана. В опубликованном в ответ официальном заявлении Бердыева утверждалось, что клуб «Рубин», Гёкхан Тёре и лично Бердыев готовы к любому сотрудничеству с соответствующими инстанциями, которое поможет обнародованию реальных обстоятельств, которые не имеют ничего общего с приписываемыми противоправными действиями. Тёре пропустил матч с «Волгой», что Бердыев объяснил болезнью игрока. 27 ноября в прессе появились слухи, что Гёкхан Тёре самовольно покинул расположение «Рубина», перебравшись в Стамбул, но «Рубин» и Гекхан Торе опровергли это. По информации других источников, Тёре прибыл в Стамбул для подписания контракта с новым агентом Ахметом Бюлютом. 28 ноября Гёкхан подтвердил информацию о том, что самовольно покинул расположение клуба, и заявил, что у него есть серьёзные причины не возвращаться в Казань. В январе 2013 года вернулся в «Рубин» после личного вмешательства президента Татарстана Рустама Минниханова.
В октябре 2013 года после матча с Нидерландами в результате стычки угрожал пистолетом игроку сборной Турции Омеру Топраку и его сыну, а также приставил пистолет к колену Хакану Чалханоглу.
В апреле 2014 года получил два огнестрельных ранения в оба плеча в стамбульском ночном клубе.